# Арагон (коммуна)
Араго́н (фр. Aragon, окс. Argon) — коммуна во Франции, находится в регионе Лангедок — Руссильон. Департамент коммуны — Од. Входит в состав кантона Альзон. Округ коммуны — Каркасон.
Код INSEE коммуны — 11011.

## Население
Население коммуны на 2008 год составляло 430 человек.
| 1962 | 1968 | 1975 | 1982 | 1990 | 1999 | 2008 |
| ---- | ---- | ---- | ---- | ---- | ---- | ---- |
| 334  | 304  | 306  | 374  | 389  | 451  | 430  |

## Экономика

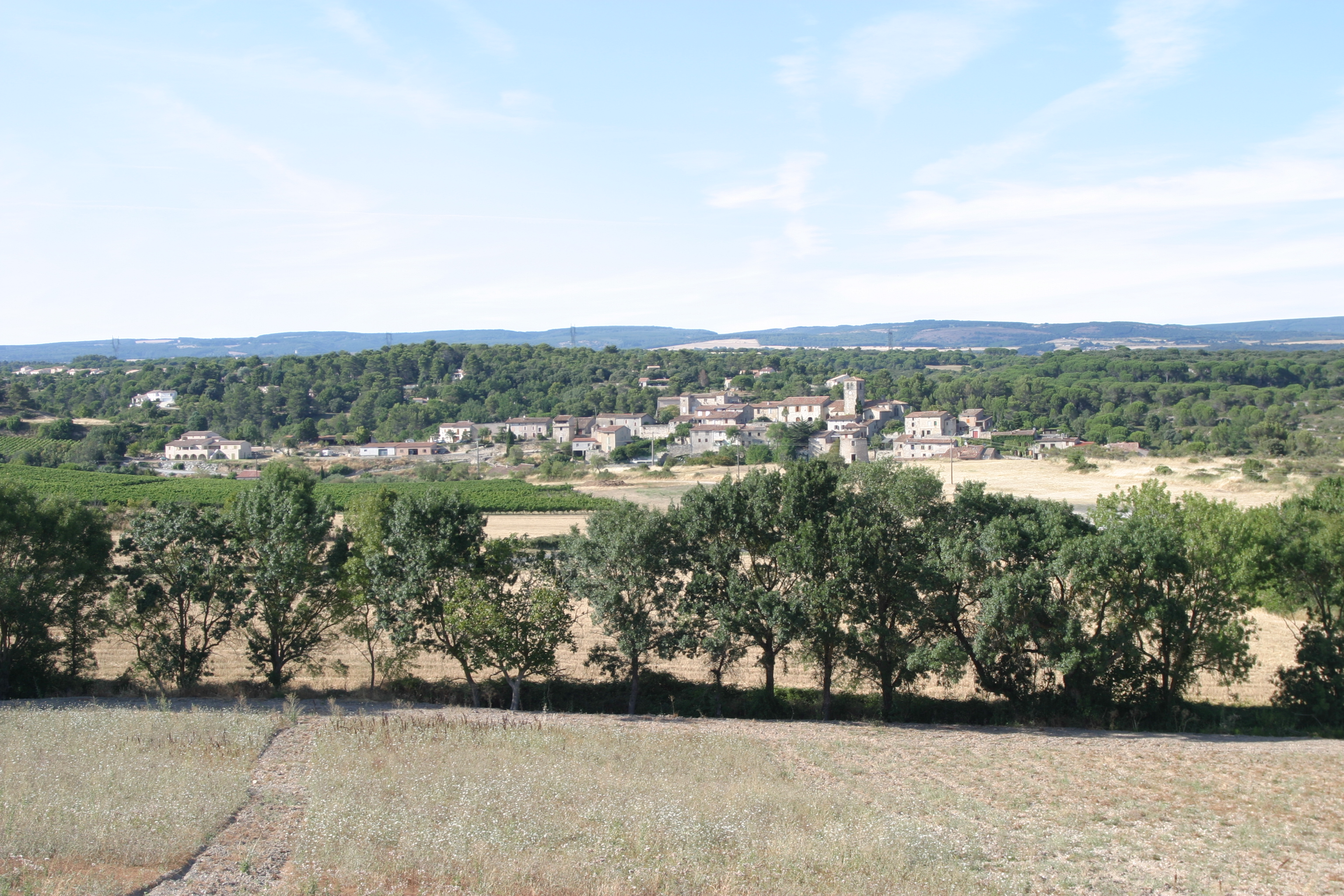
Арагон

В 2007 году среди 278 человек в трудоспособном возрасте (15—64 лет) 213 были экономически активными, 65 — неактивными (показатель активности — 76,6 %, в 1999 году было 71,8 %). Из 213 активных работали 185 человек (95 мужчин и 90 женщин), безработных было 28 (14 мужчин и 14 женщин). Среди 65 неактивных 17 человек были учениками или студентами, 25 — пенсионерами, 23 были неактивными по другим причинам.

## Достопримечательности
- Церковь св. Марии (1-я четверть XIV века)
- Каменный крест (XV век)
- Замок (конец XVI — начало XVII века)
- Музей виноделия